# Clothes
Clothes er en amerikansk stumfilm fra 1914 af Francis Powers.

## Medvirkende
- Charlotte Ives som Olive Sherwood.
- House Peters som Arnold West.
- Edward MacKay som Richard Burbank.
- Frederick Webber som Horace Watling.
- Josephine Drake som Anna Watling.